# Johnsburg
Johnsburg é uma vila localizada no estado americano de Illinois, no Condado de McHenry.

## Demografia
Segundo o censo americano de 2000, a sua população era de 5391 habitantes.
Em 2006, foi estimada uma população de 6494, um aumento de 1103 (20.5%).

## Geografia
De acordo com o United States Census Bureau tem uma área de
15,8 km², dos quais 14,3 km² cobertos por terra e 1,5 km² cobertos por água.

## Localidades na vizinhança
O diagrama seguinte representa as localidades num raio de 8 km ao redor de Johnsburg.